# كروتيم
كروتيم (بالإنجليزية: Croteam)‏ هي شركة كرواتية متخصصة في ألعاب الفيديو، تأسست عام 1993 ويقع مقرها في زغرب. تقوم الشركة بـ تطوير ألعاب الفيديو. أُسِست الشركة من قبل أربعة زملاء سابقين في الدراسة، وهم دافور هونسكي ودامير بيروفيتش ورومان ريباريتش ودين سيكوليتش في أواخر أغسطس 1992. اشتهرت كروتيم بـ سلسلة ألعاب سيريوس سام (Serious Sam) ، التي تُلعب بمنظور الشخص الأول، كما طورت لعبة الألغاز ذا تالوس برينسبل لعام 2014. وظّفت كروتيم 40 شخصًا في عام 2020، واستحوذت عليها شركة ديفوليفر ديجيتال (التي كانت شريكتها في النشر منذ فترة طويلة) في أكتوبر من ذلك العام.

## من ألعابها
- سيريوس سام (سلسلة)
- ذا تالوس برينسبل [3]
- سيريوس سام 2
- سيريوس سام 3: بي إف إي
- سيريوس سام 4